# Lepanthes stenophylla
Lepanthes stenophylla är en orkidéart som beskrevs av Rudolf Schlechter. Lepanthes stenophylla ingår i släktet Lepanthes och familjen orkidéer. Inga underarter finns listade i Catalogue of Life.